# Faiditus analiae
Faiditus analiae är en spindelart som först beskrevs av González och Carmen 1996.  Faiditus analiae ingår i släktet Faiditus och familjen klotspindlar. Inga underarter finns listade i Catalogue of Life.